# Oxyopes brevis
Oxyopes brevis är en spindelart som beskrevs av Tord Tamerlan Teodor Thorell 1881. Oxyopes brevis ingår i släktet Oxyopes och familjen lospindlar. Inga underarter finns listade i Catalogue of Life.